# Kanton Mazamet-Sud-Ouest
Der Kanton Mazamet-Sud-Ouest war von 1973 bis 2015 ein französischer Wahlkreis im Arrondissement Castres, im Département Tarn und in der Region Midi-Pyrénées. Hauptort war Mazamet.

## Gemeinden
Der Kanton bestand aus dem südwestlichen Teil der Stadt Mazamet (angegeben ist hier die Gesamteinwohnerzahl, im Kanton lebten etwa 2.400 Einwohner der Stadt) und weitere drei Gemeinden:
| Gemeinde    | Einwohner Jahr | Fläche km² | Bevölkerungsdichte | Code INSEE | Postleitzahl |
| ----------- | -------------- | ---------- | ------------------ | ---------- | ------------ |
| Aiguefonde  | 2.574 (2013)   | 19,13      | 135 Einw./km²      | 81002      | 81200        |
| Aussillon   | 6.148 (2013)   | 10,26      | 599 Einw./km²      | 81021      | 81200        |
| Caucalières | 304 (2013)     | 12,8       | 24 Einw./km²       | 81066      | 81200        |
| Mazamet     | 10.118 (2013)  | –          | – Einw./km²        | 81163      | 81200        |